# سماح سليم
سماح سليم هي أستاذة جامعية ومترجمة أدبية مصرية، تعمل أستاذًا مشاركًا للأدب العربي الحديث بقسم اللغات والآداب الأفريقية والشرق أوسطية والجنوب آسيوية بجامعة روتجرز (جامعة ولاية نيوجرزي)، كما عملت بالتدريس بجامعات كولومبيا وبرنستون الأمريكيتين، وجامعة إيكس-آن-بروفانس الفرنسية. هي أول من جمع جائزتي بانيبال وأركنساس لترجمة الأدب العربي، وهما أرفع جائزتين في هذا المجال.

## حياتها
ولدت سماح سليم في مصر، وعاشت في المملكة المتحدة وليبيا وفرنسا وألمانيا. حصلت على درجة البكالوريوس في الأدب الإنجليزي من كلية بارنارد في نيويورك سنة 1986، ثم على درجة الدكتوراه من قسم اللغات والثقافات الشرق أوسطية والآسيوية بجامعة كولومبيا سنة 1997.

## أعمالها

### ترجمة
- وقائع غرق جزيرة الحوت (تحت عنوان: Memories of a Meltdown: An Egyptian Between Moscow and Chernobyl) للدكتور محمد المخزنجي: نشرها قسم النشر بالجامعة الأمريكية بالقاهرة سنة 2006.[2]
- حارات الأهل جادّات اللهو (تحت عنوان: Neighborhood and Boulevard: Reading through the Modern Arab City) للدكتور خالد زيادة
- الطوق والإسورة (تحت عنوان: The Collar and the Bracelet) ليحيى الطاهر عبد الله: نشرها قسم النشر بالجامعة الأمريكية بالقاهرة سنة 2006،[2] وهي الترجمة الفائزة بجائزة بانيبال لسنة 2009.
- شجرة الدر (تحت عنوان: Tree of Pearls, Queen of Egypt) لجرجي زيدان: وهي الترجمة الفائزة بجائزة أركنساس للترجمة العربية لسنة 2011.

## الجوائز
- جائزة بانيبال (2009) عن ترجمتها لرواية يحيى الطاهر عبد الله «الطوق والإسورة» (تحت عنوان The Collar and the Bracelet)
- جائزة أركنساس للترجمة العربية (2011) عن ترجمتها لرواية جرجي زيدان «شجرة الدر»